# Yahoo! News
O Yahoo! News é um site de notícias que se originou como um agregador de notícias baseado na internet pelo Yahoo!. O site foi criado pelo engenheiro de software do Yahoo! Brad Clawsie em agosto de 1996. Os artigos vieram originalmente de serviços de notícias como Associated Press, Reuters, Fox News, Al Jazeera, ABC News, USA Today, CNN e BBC News.
Em 2000, o Yahoo! News lançou páginas rastreando o conteúdo do site que foi mais visualizado e mais compartilhado por e-mail. A página “mais enviada por e-mail”, em particular, foi notada como uma inovação na agregação de notícias online. O Yahoo! News permite que os usuários comentem artigos. Entre o final de 2006 e o início de 2010, os comentários foram desativados em parte devido a desafios de moderação.
Em 2011, o Yahoo expandiu seu foco para incluir conteúdo original, como parte de seus planos de se tornar uma grande organização de mídia. Jornalistas veteranos (incluindo Walter Shapiro e Virginia Heffernan) foram contratados, enquanto o site teve um correspondente no corpo de imprensa da Casa Branca pela primeira vez em fevereiro de 2012. Uma empresa de coleta de dados de marketing de propriedade da Amazon (Amazon Alexa) afirmou que o Yahoo! News era um dos principais sites de notícias do mundo. Foram feitos planos para adicionar um feed do Twitter. Em novembro de 2013, o Yahoo contratou a ex-âncora do Today Show e do CBS Evening News, Katie Couric, como âncora global do Yahoo! News. Ela saiu em 2017.
Em 3 de maio de 2021, a Verizon anunciou que a Verizon Media seria adquirida pela Apollo Global Management por aproximadamente US$ 5 bilhões e passaria a ser conhecida simplesmente como Yahoo após o fechamento do acordo, com a Verizon mantendo uma pequena participação de 10% no novo grupo. O negócio foi fechado em 1º de setembro de 2021.
Como parte de um esforço para aumentar a confiança do leitor, em setembro de 2022, o Yahoo! News (que agrega artigos de muitas outras fontes) adquiriu o The Factual, uma startup que usa inteligência artificial para avaliar a credibilidade de artigos individuais. Em abril de 2024, o Yahoo adquiriu o aplicativo de notícias Artifact, alimentado por IA, recentemente extinto, integrando a tecnologia em uma versão atualizada do Yahoo! News.

## Yahoo! Celebrity
O Yahoo! Celebrity (como "omg!") estreou em 12 de junho de 2007, com pouca fanfarra, com o comunicado de imprensa original sendo publicado no blog corporativo do Yahoo!. Após o lançamento, a MediaWeek informou que o Yahoo espera atingir um público mais feminino com o omg! , e que Unilever, Pepsi e Axiata (Celcom e XL) serão os únicos patrocinadores oficiais do site. Devido à grande publicidade na página inicial do Yahoo e às suas parcerias, o número de leitores disparou, com quatro milhões de leitores acessando o omg! somente nos primeiros 19 dias. Desde o outono de 2007, o omg! registrou mais de oito milhões de leitores por mês e é o segundo site de fofoca mais lido nos Estados Unidos, à frente da People e atrás do TMZ.com.
Em dezembro de 2012, o Yahoo! fechou um acordo com a CBS Television Distribution para promover seu spin-off do Entertainment Tonight, The Insider, com o omg!, renomeando o programa como omg! Insider. Em janeiro de 2014, foi anunciado que a CBS Television Distribution iria reverter a mudança de nome para The Insider enquanto, omg! se tornaria Yahoo! Celebrity.

## Aplicativo móvel
O Yahoo! desenvolveu um aplicativo que coleta as notícias mais lidas de diferentes categorias para iOS e Android. O aplicativo foi um dos vencedores do Apple Design Awards de 2014.

## Classificação
Em janeiro de 2019, o Yahoo! News ficou em sexto lugar entre os sites de notícias globais, à frente da Fox News e atrás da CNN, de acordo com a Alexa.